# الجحار (المضاربة والعارة)

تعديل مصدري - تعديل

الجحار هي إحدى قرى عزلة العارة بمديرية المضاربة والعارة التابعة لمحافظة لحج، بلغ تعداد سكانها 36 نسمة حسب تعداد اليمن لعام 2004.